# Parafia Matki Bożej Fatimskiej w Płocku
Parafia Matki Bożej Fatimskiej w Płocku – rzymskokatolicka parafia należąca do dekanatu płockiego wschodniego, diecezji płockiej, metropolii warszawskiej. Ma siedzibę przy ulicy Gierzyńskiego na osiedlu Międzytorze.

## Historia
Parafia powstała 5 lipca 1991. 
Kaplicę parafialną pw. Matki Boskiej Fatimskiej wzniesiono w 1992. W 2004 rozpoczęto budowę kościoła parafialnego, a jego konsekracja nastąpiła 15 października 2017 roku.
Proboszczem parafii od 1 lipca 2024 jest ks. Bartosz Szostak. 

## Proboszczowie
- ks. kan. Stanisław Górski (1991-2024)
- ks. Bartosz Szostak (od 2024)